# Provinciale weg 597
De provinciale weg 597 (N597) is een voormalige provinciale weg in de Nederlandse provincie Limburg.
Het beheer van deze weg is in 2008 overgedragen aan de gemeenten Brunssum, Landgraaf en Kerkrade. De nummering is hiermee tevens officieel komen te vervallen.
De weg heeft een lengte van 7,4 kilometer en begint een halve kilometer ten oosten van Brunssum als zijtak van de N299 en loopt langs de Golfclub Brunssummerheide en de stortplaats van Attero door het Landgraafse stadsdeel Ubach over Worms en sluit aan in Eygelshoven. Daar stopt de weg aan het centrale marktplein.
De weg draagt achtereenvolgens de volgende straatnamen: Rimburgerweg, Europaweg-Noord, Europaweg-Zuid en Waubacherweg. De weg is grotendeels uitgevoerd als tweestrooks-gebiedsontsluitingsweg, waar buiten de bebouwde kom een maximumsnelheid van 80 km/h van kracht is.
N62 · N69 · N251 · N252 · N253 · N254 · N255 · N256/A256 · N257 · N258 · N260 · N261 · N262 · N263 · N264 · N266 · N267 · N268 · N269 · N270/A270 · N271 · N272 · N273 · N274 · N275 · N276 · N277 · N278 · N279 · N280 · N281 · N282 · N283 · N284 · N285 · N286 · N287 · N288 · N289 · N290 · N291 · N292 · N293 · N294 · N295 · N296 · N296n · N297 · N298 · N300 · N321 · N322 · N324 · N329 · N389 · N394 · N395 · N396 · N397

N556 · N562 · N564 · N570 · N572 · N590 · N595 · N598 · N601 · N602 · N605 · N607 · N612 · N613 · N615 · N616 · N617 · N618 · N620 · N622 · N625 · N629 · N631 · N632 · N637 · N638 · N639 · N640 · N641 · N651 · N652 · N653 · N654 · N655 · N656 · N658 · N659 · N660 · N661 · N662 · N663 · N664 · N665 · N666 · N667 · N668 · N669 · N670 · N671 · N673 · N674 · N675 · N676 · N682 · N683 · N686 · N689 · N690 · N831 · N843

Voormalige provinciale wegen: N299 · N551 · N552 · N553 · N554 · N555 · N560 · N561 · N563 · N565 · N566 · N567 · N568 · N571 · N574 · N580 · N581 · N582 · N583 · N584 · N585 · N586 · N587 · N588 · N589 · N591 · N592 · N593 · N594 · N596 · N597 · N603 · N604 · N606 · N608 · N610 · N611 · N614 · N619 · N621 · N623 · N624 · N626 · N628 · N630 · N634 · N642 · N657